# 莱兹河 (奥恩河支流)
莱兹河（法語：Laize，法語發音：[lɛz]）是法国诺曼底大区卡尔瓦多斯省的河流，是奥恩河的右支流，长31.9千米。